# Bobby Cox

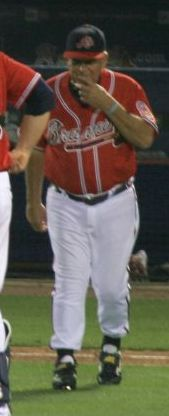
Bobby Cox

Robert Joseph Cox (Tulsa, Oklahoma, 21 de mayo de 1941) conocido como Bobby Cox, fue entrenador de los Bravos de Atlanta en la MLB. Como jugador fue tercera base en las Grandes Ligas. Primero fue entrenador de los Bravos de 1978 a 1981, después paso a los Azulejos de Toronto de 1982 a 1985, para luego volver a los Bravos en 1985 como gerente general. Durante la temporada 1990 regresó al rol de entrenador, puesto en el que continuó hasta la temporada 2010. Cox es el entrenador que actualmente ha dirigido por más tiempo a un mismo equipo en Grandes Ligas. Lideró a los Bravos al campeonato de la Serie Mundial de 1995. Mantiene el récord de todos los tiempos de expulsiones en Grandes Ligas con 158, récord que previamente era ostentado por John McGraw con 131 expulsiones. 
Tras haber llegado a convertirse en la máxima referencia del equipo a lo largo de los años al frente de los Bravos de Atlanta, el Gran Bobby Cox se retiró del Rey de los Deportes el pasado 11 de octubre de 2010, al finalizar la Serie Divisional donde los Gigantes de San Francisco avanzaron a la Serie de Campeonato para enfrentarse a Philadelphia.
Se encuentra en cuarto lugar en la lista de victorias de todos los tiempos como entrenador en Grandes Ligas.

## Jugador
- New York Yankees (1968–1969)

## Gerente general
- Atlanta Braves (1986–1990)

## Entrenador
- Atlanta Braves (1978–1981)

- Toronto Blue Jays (1982–1985)

- Atlanta Braves (1990–2010)